# Peter Orlovsky

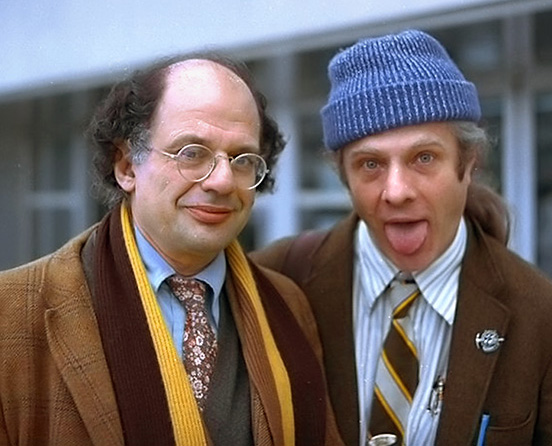
Peter Orlovsky (rechts) 1978 mit Lebensgefährte Allen Ginsberg

Peter Anton Orlovsky  (* 8. Juli 1933 in New York; † 30. Mai 2010 in Williston, Vermont) war ein US-amerikanischer Dichter und Schauspieler. 

## Leben
Peter Orlovsky war der langjährige Lebensgefährte von Allen Ginsberg. Er besuchte die Columbia University. Nachdem er Ginsberg 1954 kennengelernt hatte, begann er 1957 seine schriftstellerische Tätigkeit, während das Paar in Paris lebte. 2010 starb Peter Orlovsky an den Folgen einer Krebserkrankung.

## Werk als Dichter
- Dear Allen: Ship will land Jan 23, 58 (Intrepid Press, Buffalo, N.Y. 1971)
- Lepers Cry (Oliphant Press, New York 1972)
- Clean Asshole Poems & Smiling Vegetable Songs: Poems 1957-1977 (City Lights Books, San Francisco 1978; Reprint: Northern Lights, Orono, Maine 1993)
- Straight Hearts' Delight: Love Poems and Selected Letters 1947-1980 (Gay Sunshine Press, San Francisco 1980, mit Allen Ginsberg)

- Dick Tracy's Gelber Hut und andere Gedichte. Deutsch von Jürgen Schmidt, altaQuito-Publikationen, Göttingen 1984
- Sauber abgewischt (Gedichte). Mit einem Vorwort von Gregory Corso und einem Nachwort von Hans Jürgen Balmes. Deutsch von Marcus Roloff. Stadtlichter Presse, Wenzendorf 2020. ISBN 978-3-947883-07-3

## Filmografie (Auswahl)
- 1959: Pull My Daisy
- 1965: Couch
- 1969: Me and My Brother